# Lie Zi
Lie Yukou (列圄寇), tudi Lie Zi (列子) je bil kitajski filozof in pisatelj, rojstvo 5. stol. Pr. n. š., Kitajska, smrt 4. stol. Pr. n. š., Kitajska.
Velja za enega izmed treh filozofov, ki so razvili taoistično filozofijo in je domnevni avtor taoističnega teksta Liezi (列子), ki velja za eno izmed bolj pomembnih del taoizma. 

## Ime
Rojstno ime Lie Zija je Lie Yukou (列圄寇) Drugi kitajski znak v besedi Yukou se napiše kot kou (寇), kar pomeni razbojnik, prvi kitajski znak Yu (圄) pa se prevede kot straža, tako da se Yukou lahko prevede kot Stražar pred Razbojniki. Naziv Lie Zi (列子) je časten, dobil ga je zaradi avtorstva istoimenskega dela Liezi. Naziv Lie Zi v kitajščini pomeni Mojster Lie. 

## Življenje
Lie Yukou se je rodil v 5. stol. pr. n. š. v provinci Henan, blizu današnjega Džengdžova.
Lie Zi je živel v času stotih šol mišljenja, med obdobjem sprtih držav, v katerem naj bi pohajkoval med vojskujočimi se državami in svetoval vladarjem ter kraljem. Le malo je znano o življenju in delih Lie Yukouja, domnevno zaradi požiga knjig in pokopov učenjakov, kar se je zgodilo v letih 212 in 213 pred našim štetjem. Takrat se je izgubilo mnogo tekstov in del ter knjig. Za začetek novega tisočletja na Kitajskem je znano, da se je dogajalo mnogo ponarejanj, nekaterih tudi pod njegovim imenom, kar nekaterim daje razlog, da verjamejo, da Lie Yukou ni nikoli obstajal in da je le izmišljeni lik avtorja in filozofa Zhuang Zhouja (莊子). Tudi v knjigi, ki mu je pripisana, je omenjen le 18-krat in tudi tedanji zgodovinar Ssu-ma Ch'ien ga v svojih delih ni niti omenil. Zhuang Zhou je v svojih delih omenil, da je Lie Yukou ¨jezdec zraka¨, nekateri viri pa pravijo, da je včasih letel po več dni. V šestem poglavju šeste knjige dela Liezi je povedal: ¨…niti nisem vedel, če je veter jezdil na meni, ali jaz na vetru.¨ Doktor Lionel Giles je delo Liezo prevedel v angleščino ter ga poimenoval taoistični nauki in mu dodal uvod in opombe, v katerih pravi, da je bil Lie Zi le izmišljotina Zhuang Zhoua. 

## Liezi
Liezi je eno izmed treh glavnih del taoistične filozofije. Kasneje je bilo poimenovano tudi Chongxu Zhenjing (沖虛真經) oziroma ˝Prava klasika preprostosti in praznine˝.je kolekcija različnih materialov, ki so bili napisnih v različnih časih. Napisano je v osmih knjigah oziroma poglavjih, ki so poimenovana po znanih figurah v kitajski mitologiji in zgodovini. Te knjige imajo različne teme in sicer:
a)     Znamenja Narave – neizogibnost in naravnost smrti;
b)     Rumeni Cesar – naravno, ne konfliktno delovanje daje najboljše rezultate v življenju;
c)     Kralj Mu iz Dinastije Zhou – življenje so le sanje ali iluzija;
d)     Konfucij – kritika konfucijskega pragmatizma in valorizacija paradoksnega sklepanja;
e)     Tangova vprašanja – omejitve prozaičnega (neoriginalnega), vsakdanjega znanja;
f)      Trud in Okoliščine – ekstremni fatalizem, ki se uporablja kot spodbuda k spontanosti v mislih;
g)     Yang Zhu – iskanje užitka je edino vodilo za človeško življenje (hedonizem);
h)     Razlaga Znakov – fiksni standardi so neuporabni za določevanje vedenja, naravnost in spontanost sta ključna. 
Liezi na splošno velja za bolj praktično izmed pomembnih taoističnih del, Tao Te Ching ima bolj poetičen način pripovedovanja, Zhuangzhi pa bolj filozofski način pripovedovanja. Vsa tri dela imajo podobno rdečo nit mišljenja. 
Od Dinastije Tang (618-907 našega štetja) je priznana kot taoistična klasika in je poleg del Tao Te Ching in Zhuangzhi eno od treh osnovnih besedil v šolah taoizma. 
Originalni izvod so učenci in nasledniki filozofi v naslednjih letih še precej spreminjali in mu dodajali. 

## Vplivi
Lie Zi je imel podobno mišljenje kot mnogi predhodni filozofi, ki so nanj tudi vplivali. Iz pogledov Xiao Yao Youja in Qui Shuija se je zavzemal za teme preseganja meja, duhovnega popotovanja, gojenja ravnodušnosti in sprejemanja preobratov v življenju. Prav tako je nadaljeval miselno linijo Yang Sheng Zhuja in Da Shenga, ki sta razvijala temo kultiviranja skrajne subtilnosti zaznavanja in izjemnih ravni spretnosti.  
Imel je tudi ogromen vpliv na generacije, ki so mu sledile. Po Dinastiji Tang je Lie Yukou dobil še višji naziv enega izmed štirih taoističnih mojstrov. Okoli 11. stoletja je postalo popularnih mnogo zgodb iz knjige Liezi o nesmrtnosti oziroma dolgoživosti in s tem je postala bolj popularna tudi knjiga sama. Vsakič več ljudi na Kitajskem je prevzel taoizem. Pisatelj Hong ai si je v tistih časih celo izposodil eno izmed oseb iz knjige Liezi in jo upodobil v samostojni zgodbi kot sodobnik starodavnega mitskega cesarja.

## Dela
·       Liezi (列子; ˝Prava klasika preprostosti in praznine˝)

### Kratka dela
·       Rest
·       Dream and Reality
·       Why Confucius was Sad

### Dela prevedena v slovenščino
·       O praznini (prevedla Milčinski Maja) – ni dokazano ali je to delo res napisal Lie Yukou ali je le ponaredek.